# Luis Artime
Luis Artime (født 2. december 1938 i Parque Civit, Argentina) er en tidligere argentinsk fodboldspiller(angriber), og en af de mest scorende angribere i argentinsk fodbold i 1960'erne. Han spillede primært i hjemlandet hos River Plate og Independiente og var også i to omgange tilknyttet uruguayanske Nacional. Han havde desuden to kortvarige ophold i brasilianske klubber.
Med River vandt han i 1969 et argentinsk mesterskab, mens det i både 1969, 1970 og 1971 blev til uruguayanske mesterskaber med Nacional. I 1971 vandt han desuden både Copa Libertadores og Intercontinental Cup. Hele fire gange, i 1962, 1963, 1966 og 1967 blev han topscorer i den argentinske liga.
Artime spillede mellem 1961 og 1967 35 kampe for argentinas landshold, hvori han scorede hele 24 mål. Han deltog ved VM i 1966 i England.